# Krnče
Krnče so naselje v Občini Ribnica.